# 維斯蓋亞莊園
維斯蓋亞莊園（英語：Villa Vizcaya），現名維斯蓋亞博物館和花園（Vizcaya Museum and Gardens），是位於美國佛羅里達州邁阿密椰林附近的一個博物館。維斯蓋亞莊園原本是商人詹姆斯·迪林的莊園。維斯蓋亞莊園的建築和景觀為義大利文藝復興式風格，受到地中海建築和巴洛克元素的影響。莊園的設計總監是保羅·查爾芬。現在維斯蓋亞莊園對普通公眾開放。

## 画廊

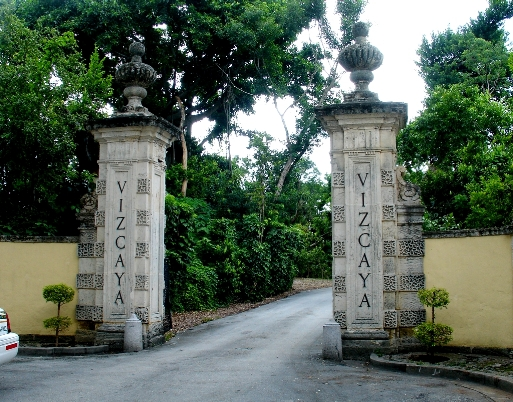
入口
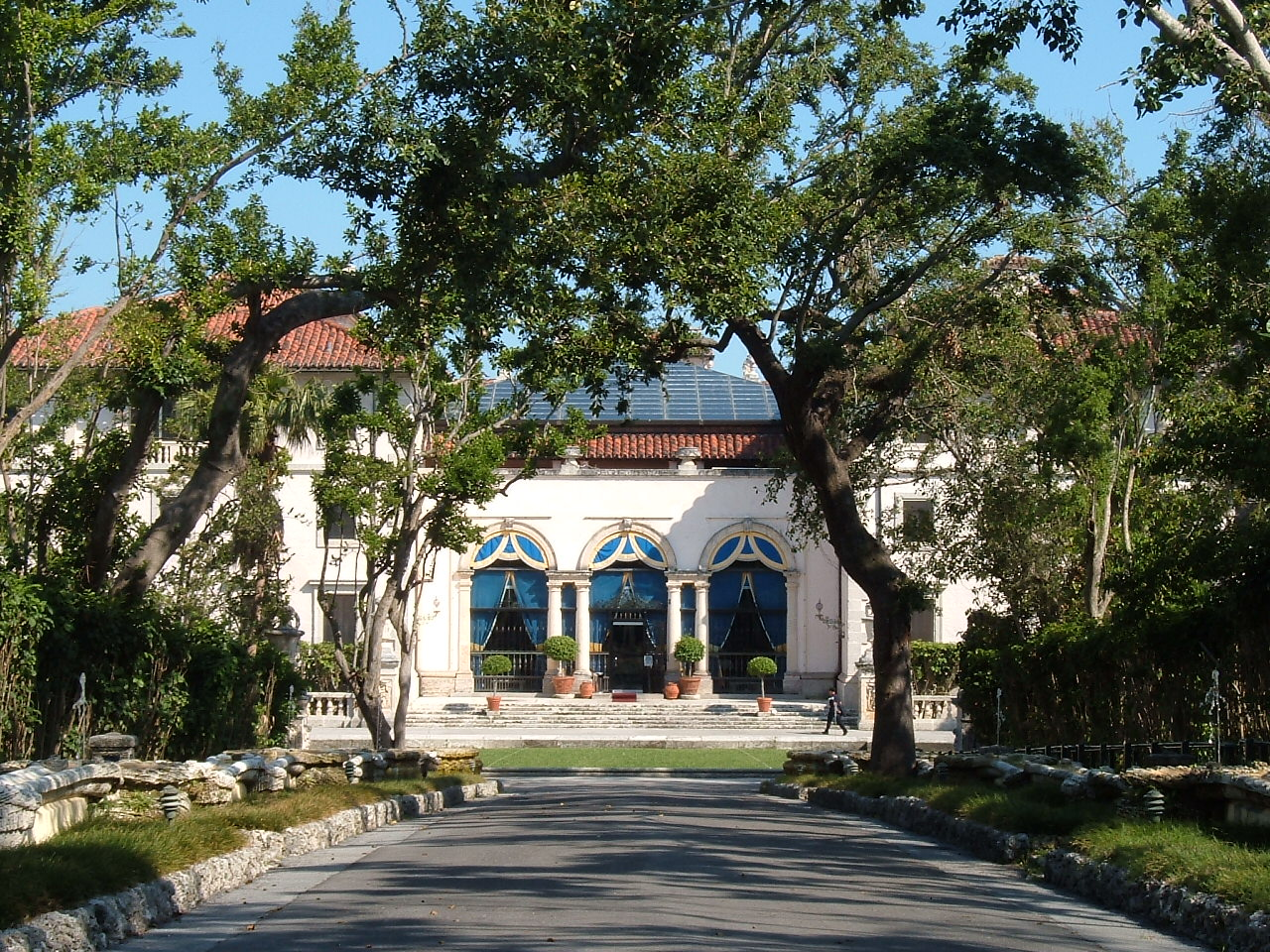
西部眺望
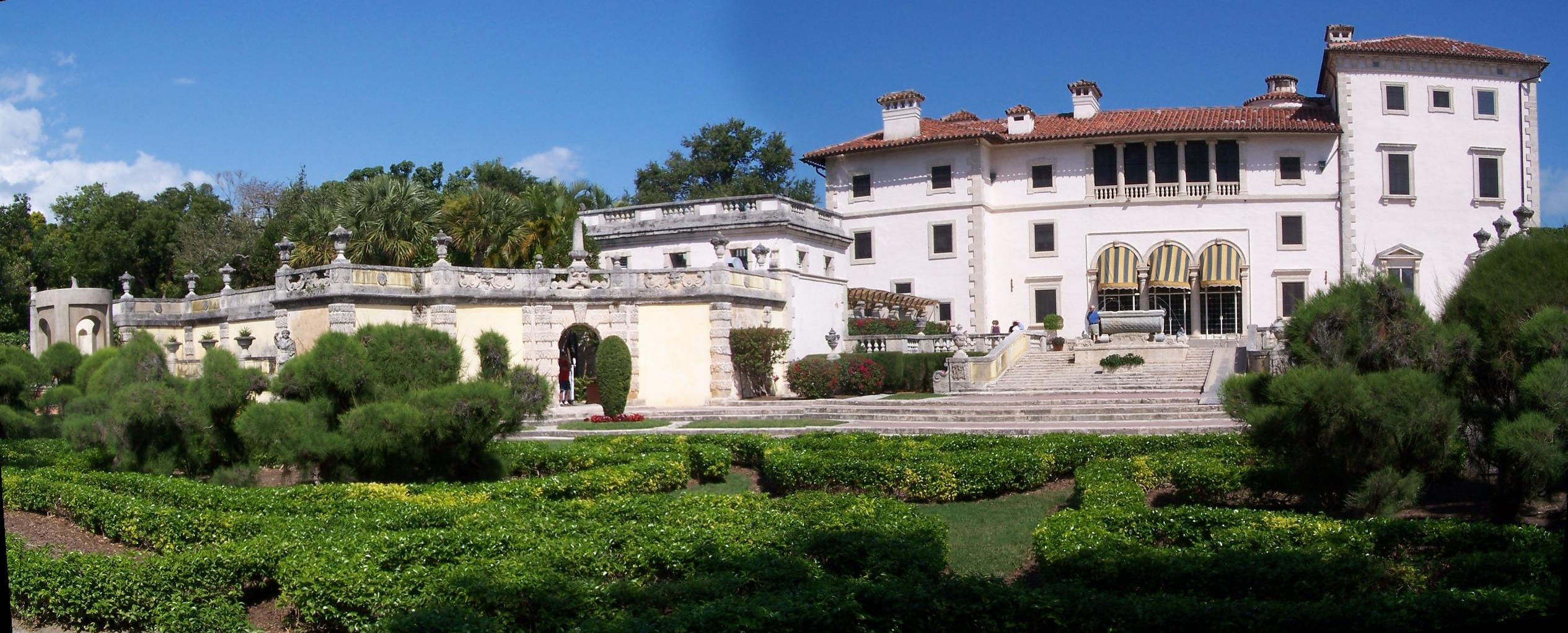
北部眺望